# Narsai
Narsai ('Ain Dulba, V secolo – Nisibi, 503 circa) è stato un teologo e scrittore siro; fu rettore della Scuola di Edessa e poi della Scuola di Nisibi, quest'ultima fu il principale centro di elaborazione teologica della dottrina nestoriana.

## Biografia
A volte indicato come Narseh o Narses, il suo nome deriva dal persiano pahlavi Narseh (in avestico Nairyo-sanho), che significa espressione potente. 

Nacque ad 'Ain Dulba, nal distretto di Ma'alta, nell'impero sasanide (oggi nel governatorato di Dahuk in Iraq). Orfano in tenera età, crebbe con uno zio, che era abate del monastero di Kfar Mari, nei pressi di Beth Zabdai. Trascorse dieci anni come studente presso la Scuola di Edessa, dove sarebbe ritornato più tardi in qualità di insegnante (ca. 437) e in seguito ne sarebbe diventato il rettore. Forse nel 471 lasciò Edessa dopo alcune divergenze con il vescovo della città Ciro II (471-498). 
Su incarico del vescovo metropolita di Nisibi, Barsauma, Narsai riorganizzò la Scuola di Nisibi. Quando la Scuola di Edessa venne chiusa dall'imperatore Zenone nel 489, molti membri del corpo docente e molti studenti gli rimasero fedeli e lo seguirono a Nisibi. Lo «Statuto della Scuola di Nisibi», redatto nel 496, dimostra che Narsai era ancora in vita, e doveva essere un venerabile anziano di oltre novant'anni. 

Morì all'inizio del VI secolo e fu sepolto a Nisibi, in una chiesa che in seguito fu intitolata a suo nome.

## Eredità culturale
Dopo la sua morte, fu scelto come successore al vertice della Scuola di Nisibi suo nipote, ed allievo, Abraham. 

Dopo di lui, ricoprirono la carica di rettore della Scuola altri due allievi di Narsai: Giovanni di Nisibi e Giuseppe Huzaya († 575 circa).

Giuseppe Huzaya (Yāwsep Hûzāyā, originario dell'Huzistan), fu probabilmente, nella sua qualità di maqrǝyānā, ovvero di "lettore", il primo a scrivere una grammatica della lingua siriaca.

## Opere
Tutte le sue opere sopravvissute appartengono al genere letterario tipicamente siriaco della mêmrâ, o omelia in versi. Egli impiegò due metri distinti, uno con distici di sette sillabe per ogni verso, l'altro con dodici. Le mêmrê furono designate per essere recitate nelle chiese o nelle scuole religiose, ed ognuna descrive un particolare argomento religioso. Lo scrittore siriaco dell'ultimo periodo classico Abdisho bar Berika indica che Narsai avesse scritto 360 mêmrê in dodici volumi, alcuni commentari in prosa relativi ad ampie sezioni dell'Antico Testamento, e un libro intitolato La corruzione della morale. Ma ci sono rimaste soltanto 81 mêmrê, e nulla della sua opera in prosa. Tuttavia ciò è più che sufficiente per valutare Narsai come uno dei migliori scrittori della letteratura siriaca classica. La Chiesa d'Oriente lo ha designato Il dottore ammirevole, La lingua dell'Oriente, L'arpa dello Spirito Santo.